# Curculionoidea
Curculionoidea, natporodica kukaca iz reda kornjaša ili coleoptera. Sastoji se od 18 porodica.

## Porodice
1. Porodica Anthribidae
2. Porodica Apionidae
3. Porodica Attelabidae
4. Porodica Belidae
5. Porodica Brachyceridae
6. Porodica Brentidae
7. Porodica Cryptolaryngidae
8. Porodica Curculionidae
9. Porodica Dryophthoridae
10. Porodica Eccoptarthridae
11. Porodica Erirhinidae
12. Porodica Eurhynchidae
13. Porodica Ithyceridae
14. Porodica Nanophyidae
15. Porodica Nemonychidae
16. Porodica Oxycorynidae
17. Porodica Raymondionymidae
18. Porodica Rhynchitidae

## Vanjske poveznice
|  | Zajednički poslužitelj ima još gradiva o temi Curculionoidea |
|  | Wikivrste imaju podatke o taksonu Curculionoidea             |